# マーキュリー・モントレー
モントレー（Monterey ）は、フォード・モーターが展開していた上級ブランドマーキュリーで販売していた乗用車である。

## 8代目（2003年 - 2007年）
2003年に再登場した際は、フォード・フリースターの上級姉妹車として、また同社のマーキュリー・ヴィレジャーの後継として登場した。グレード展開は3種類（コンビニエンス、ラグジュアリー、プレミア）。ビュイック・テラーザ、クライスラー・タウン&カントリーのライバルとして販売されるも、当時の北米のミニバン市場縮小によりマーキュリーの想定を遥かに下回る結果となった。32,195台がモデルライフ中に販売されたとされている。

## 車名の由来
モントレーは、アメリカ合衆国に存在するモントレー湾(Monterey Bay)に由来する。